# 察里昌卡區

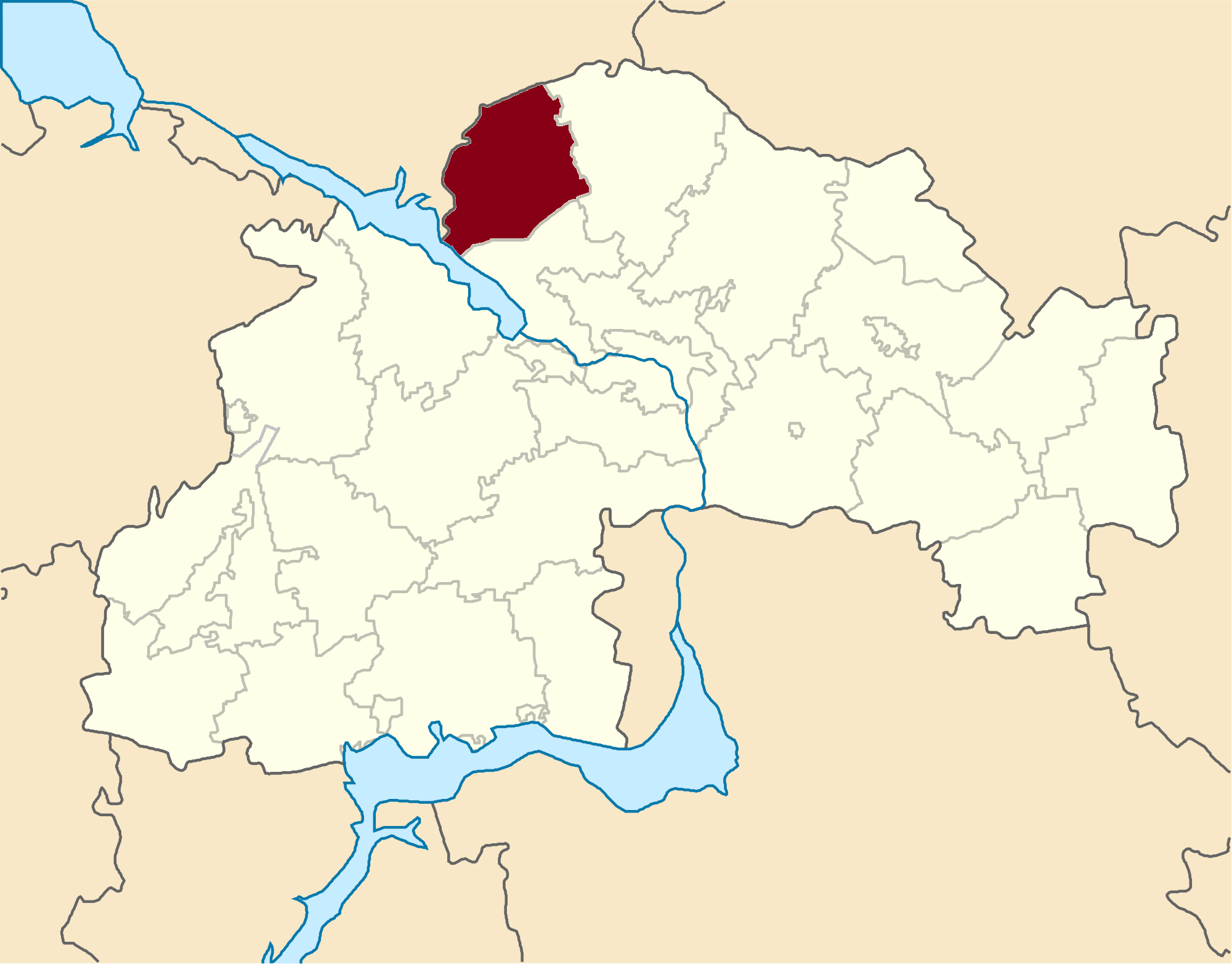

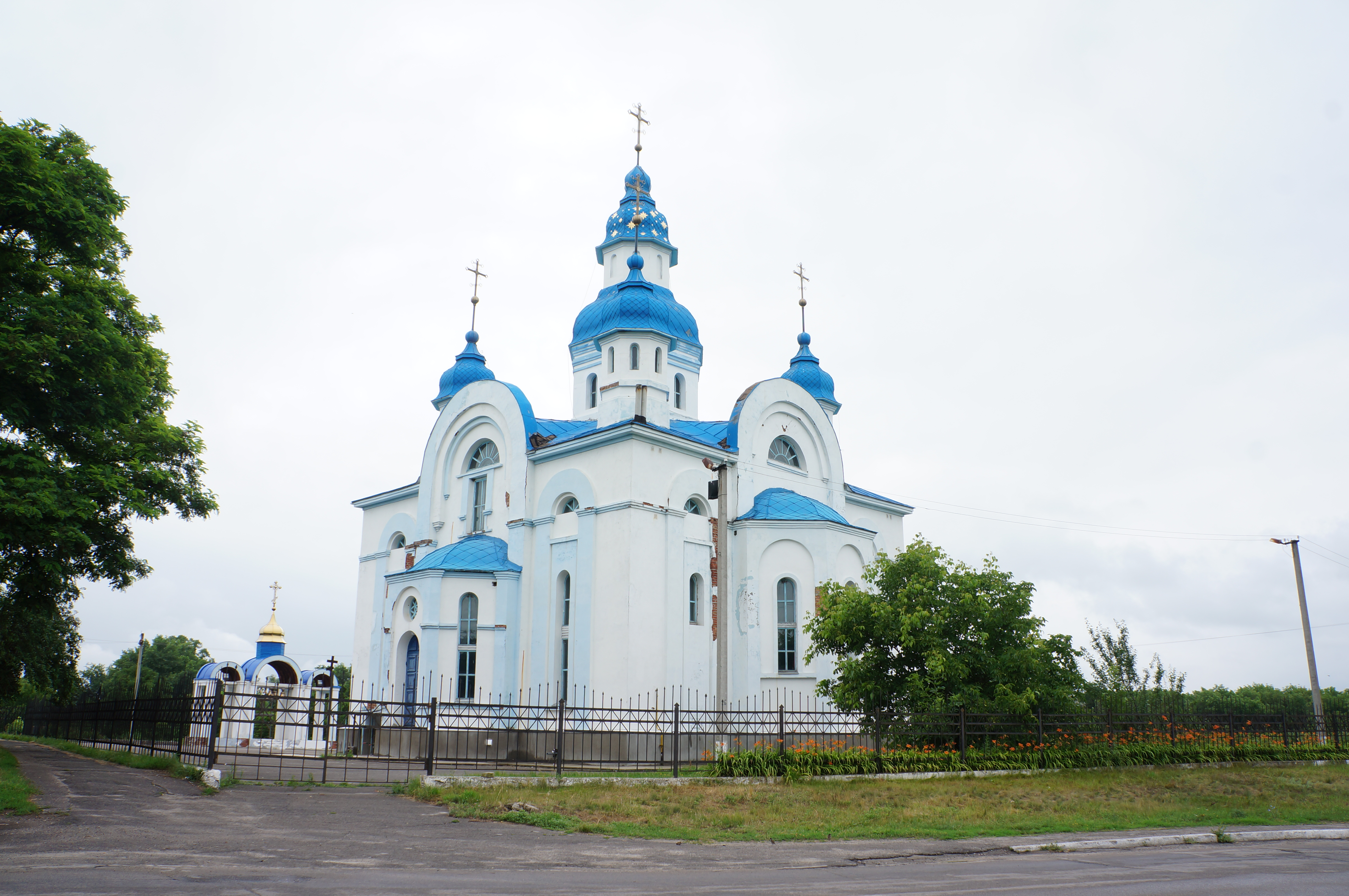

48°56′30″N 34°29′14″E / 48.94167°N 34.48722°E
察里昌卡區（烏克蘭語：Царичанський район），是烏克蘭的一個區，位於該國中部，由第聶伯羅彼得羅夫斯克州負責管轄，首府設於察里昌卡，面積900平方公里，2013年人口27,555，人口密度每平方公里30.6人。